# خالد كعبي (لاعب كرة قدم مواليد 1992)
خالد حسين كعبي لاعب كرة قدم سعودي من مواليد	23 مايو 1992م، يلعب في نادي الفيحاء.

## مسيرة اللاعب
كانت بداياته مع نادي الهلال ومثله في جميع فئاته الناشئين والشباب والفريق الأول. شارك مع نادي الهلال في بطولة دوري أبطال آسيا 2014 وسجل فيها هدفاً على نادي السد القطري. كما شارك اساسياً في كأس السوبر السعودي 2015 التي إقيمت في العاصمة البريطانية لندن وحقق مع ناديه اللقب ضد نادي النصر. انتقل إلى نادي الشباب في عام 2017. انتقل إلى نادي الفيصلي في عام 2019 و انتقل إلى نادي الفيحاء إلى عام 2022.

## روابط خارجية
- خالد كعبي على موقع قاعدة بيانات كرة القدم.إي يو (الإنجليزية)
- خالد كعبي على موقع Soccerway.com (الإنجليزية)